# لوكيش كاناجاراج
لوكيش كاناجاراج ( /loʊkeɪʃ kʌnʌɡʌrɑːdʒ/ ) هو مخرج سينمائي هندي وكاتب سيناريو يعمل في الأفلام التاميلية . بدأ حياته المهنية بفيلم قصير في مختارات 2016 أفيال . قام لاحقًا بإخراج فيلمه الطويل الأول Maanagaram (2017). لقد أنشأ امتياز عالم لوكيش السينمائي الذي يمتلك النجاح التجاري لـ Kaithi (2019) والفيلم التالي الذي تدور أحداثه في الكون الخيالي كان Vikram (2022). أخرج فيلم Master (2021) الذي حقق نجاحًا تجاريًا. فيلمه القادم ليو (2023)  يمثل تعاونه الثاني مع فيجاي بعد يتقن (2021).

## وقت مبكر من الحياة
ولد لوكيش كاناجاراج في كيناثوكادافو ، منطقة كويمباتور في تاميل نادو ، الهند. وفي كلية باريس سان جيرمان للفنون والعلوم ، تخصص في تكنولوجيا الأزياء قبل الحصول على ماجستير إدارة الأعمال . قام بتعليمه في Palanayiammal Matric Hr. ثانية. مدرسة كاليابورام، بولاتشي. وهو موظف سابق في البنك. تابع شغفه بصناعة الأفلام من خلال المشاركة في مسابقة الأفلام القصيرة للشركات. كان حكم المسابقة كارثيك سوباراج . أعجب بفيلمه القصير، وشجع لوكيش على ممارسة مهنة الإخراج في صناعة الأفلام.

## حياة مهنية
بدأت رحلته مع الفيلم القصير الشهير "أشام ثافير" (2012)، والذي فاز بجوائز أفضل مخرج وأفضل فيلم وأفضل ممثل في مهرجان كلوباث للأفلام القصيرة. في عام 2016 تم تضمين فيلمه القصير كلام في الفيلم المختار أفيال من إنتاج كارثيك سوباراج .
في عام 2017، ظهر لأول مرة في الإخراج مع فيلم الارتباط التشعبي Maanagaram . في أواخر عام 2018، بدأ العمل على فيلم لصالح شركة Dream Warrior Pictures ، وهي نفس شركة الإنتاج التي تقف خلف فيلم Maanagaram . أظهر مشروعه التالي كارثي في الدور الرئيسي في فيلم الحركة والإثارة كايثي .
بعد كيثي ، كان فيلمه التالي هو دراما الحركة سيد ، بطولة فيجاي وفيجاي سيثوباثي . تم إصداره في 13 يناير 2021، قبل يوم واحد من مهرجان بونجال . لقد تم فتحه أمام المراجعات الإيجابية في الغالب وظهر كنجاح تجاري. سيد كان الفيلم الهندي الأعلى ربحًا لعام 2021 .
ثم أخرج فيكرام (2022) بطولة كمال حسن ، فيجاي سيثوباثي ، وفهد فاصل . النجاح الكبير الذي حققه الفيلم وعالم Lokesh السينمائي دفعه إلى النجومية. إخراجه التالي بعد فيكرام هو فيلم فيجاي رقم 67، ليو .
بعد ليو ، أعلن لوكيش عن فيلمه مع راجينيكانث ، لفيلمه رقم 171، بعنوان مبدئيًا ثالايفار 171 . سيتم إنتاجه بواسطة كالانيثي ماران ، تحت شركة صن بيكتشرز ، وسيتم تأليف الموسيقى بواسطة أنيرود رافيشاندر .
في عام 2023، أعلن لوكيش عن خططه للتوقف عن الإخراج بعد إكمال 10 أفلام على الأقل.

## الأوسمة
| احتفال                            | اسم الجائزة                 | فيلم      | حالة |
| جوائز فيجاي العاشرة ‏              | أفضل مخرج لاول مرة          | ماناجارام | فوز  |
| جوائز زي سينما التاميل            | المدير المفضل               | كيثي      | فوز  |
| الميداليات الذهبية خلف وودز       | أفضل قصة وسيناريو           | كيثي      | فوز  |
| جوائز جنوب الهند الدولية للأفلام ‏ | أفضل مخرج                   | يتقن      | فوز  |
| ميداليات خلف وودز الذهبية 2022    | موهبة العقد - التاميل       | يتقن      | فوز  |
| جالاتا كراون 2022                 | المخرج المفضل (2020 - 2021) | يتقن      | فوز  |
| أيقونات خلف وودز الذهبية          | مدير الأفلام لهذا العام     | فيكرام    | فوز  |
| جوائز أناندا فيكاتان للسينما 2022 | أفضل فنان                   | فيكرام    | فوز  |